# Copelatus fernandensis
Copelatus fernandensis är en skalbaggsart som beskrevs av Guignot 1952. Copelatus fernandensis ingår i släktet Copelatus och familjen dykare. Inga underarter finns listade i Catalogue of Life.